# Łubowice (województwo śląskie)

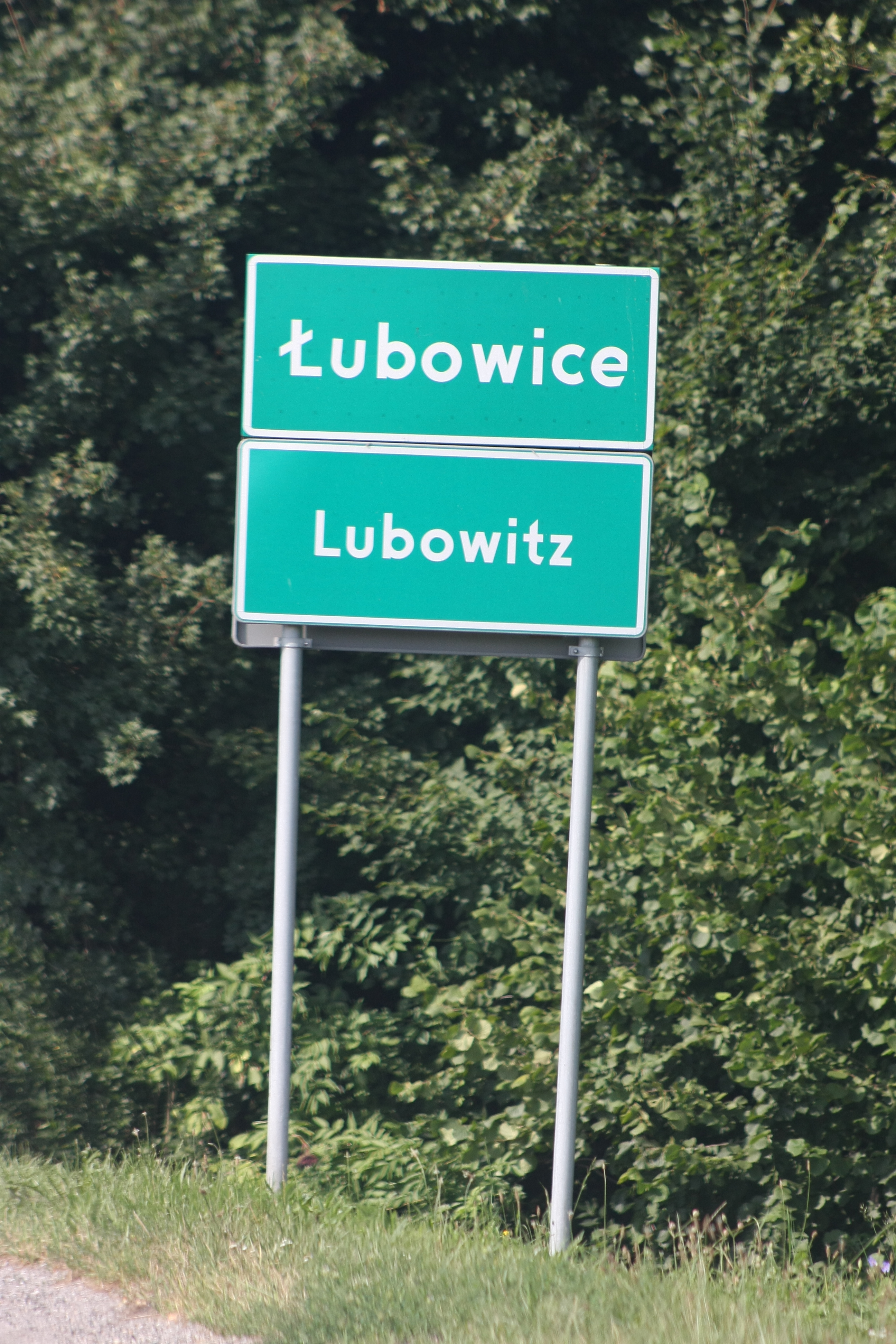
Dwujęzyczna tablica: Łubowice / Lubowitz

Łubowice (dodatkowa nazwa w j. niem. Lubowitz) – wieś w Polsce położona w województwie śląskim, w powiecie raciborskim, w gminie Rudnik. Łubowice są położone we wschodniej części gminy. Posiadają powierzchnię 3,7 km² oraz ponad trzystu sześćdziesięciu mieszkańców. Wieś jest położona na wysokim brzegu Odry na skraju skarpy będącej jednocześnie granicą starożytnego grodziska.
Łubowice posiadają kościół parafialny pw. Narodzenia Najświętszej Maryi Panny.

## Dwujęzyczna nazwa
Wielu mieszkańców wsi należy do mniejszości niemieckiej na Śląsku, dlatego też w wyniku referendum wprowadzono niemiecko-polskie tablice informacyjne. Dodatkowa niemiecka nazwa Lubowitz została formalnie wprowadzona 11 kwietnia 2008 roku, a 5 września 2008 roku ustawiono, jako pierwsze w województwie śląskim, dwujęzyczne tablice drogowe przed wjazdem do miejscowości.

## Historia
Początki wsi są datowane na IX wiek p.n.e., kiedy istniał tam gród z przełomu epoki brązu i żelaza.
Łubowice w okresie kultury łużyckiej były grodziskiem, należącym do największych obiektów obronnych na terenie Polski (powierzchnia ok. 28 ha). Gród usytuowany był na wysokiej terasie odrzańskiej, otoczony u schyłku epoki brązu (IX w. p.n.e.) wałami obronnymi, wzmocnionymi później wysokim "płotem-ścianą" konstrukcji plecionkowej. Zniszczenie tych umocnień nastąpiło w wyniku gwałtownego pożaru w VI w. p.n.e. i od tego czasu ich nie odbudowywano. Gród posiadał zabudowę zwartą jedynie na skraju terasy, pozostałą część zajmował rozległy majdan, przeznaczony być może na pastwisko lub zagrodę dla bydła. 
Na miejscu grodu powstała w średniowieczu wioska wzmiankowana w dokumencie z 1376 r. jako Lubowice, należąca do rycerskiej rodziny Lubowiców. 1447 r. zostaje wzmiankowany drewniany kościół. Po 1551 r. właścicielami wsi została rodzina Wranińskich z Wronina, właściciele sąsiedniego Sławikowa. Od śmierci Wacława Wranińskiego w połowie XVII w. do 1723 r. pozostawały Łubowice własnością rodziny Lichnowskich, potem Antoniego Ferdynanda Harasowskiego na Hulczynie i Gusnara na Komornie. Ten ostatni sprzedał Łubowice w 1765 r. kapitanowi pruskiemu von Klochowi.
W latach 1945–1954 istniała gmina Łubowice, następnie do 1972 gromada Łubowice. W latach 1975−1998 miejscowość administracyjnie należała do województwa katowickiego.

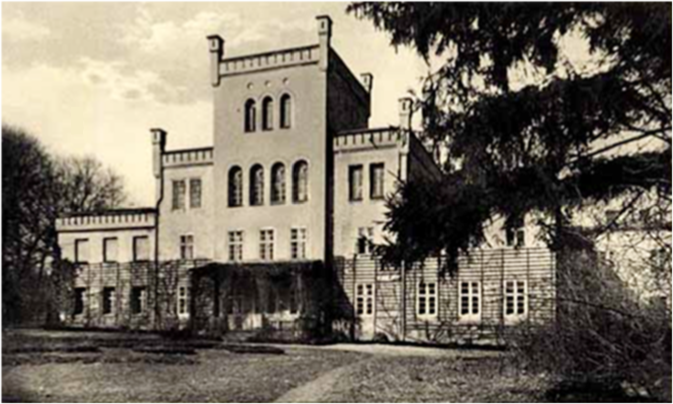
Zamek w Łubowicach przed II wojną Światową

## Demografia
W 2016 roku w Łubowicach ludność w wieku przedprodukcyjnym na 100 mieszkańców wynosiła 18,1, co uplasowało wieś powyżej średniej w gminie (16,95). Natomiast ludność w wieku produkcyjnym wynosiła 67,95 (średnia w gminie – 66,90), a w wieku poprodukcyjnym – 13,95 (średnia w gminie – 16,25). Stosunek mieszkańców w wieku poprodukcyjnym do mieszkańców w wieku produkcyjnym wynosił 21% (średnia w gminie – 24%). Mediana wieku mieszkańców wynosi 47 lat (średnia w gminie - 47,11).
| Rok  | Liczba ludności | Gęstość zaludnienia (os./km²) |
| ---- | --------------- | ----------------------------- |
| 2004 | 362             | 97,84                         |
| 2011 | 366             | 98,92                         |
| 2016 | 337             | 91,08                         |

## Zabytki
Przy ul. Zamkowej znajdują się ruiny pałacu, który powstał prawdopodobnie w XVIII w., a zniszczono go w 1945 r. Należał do rodziny miejscowego poety Josepha von Eichendorffa wraz z przylegającym zabytkowym parkiem przypałacowy, z zachowaną do dziś grabową aleją – zwaną zwyczajowo "Zajęczą".
Przy ul. Wolności (niedaleko ruin pałacu) znajduje się nieczynny cmentarz wokół nieistniejącego już drewnianego kościoła. Na cmentarzu odnaleźć można grób zmarłych rodziców poety. Cmentarz odnowiono w latach dziewięćdziesiątych XX wieku, zebrano w alei kilkanaście ocalałych nagrobków, płyt nagrobnych i rzeźb oraz ustawiono obelisk z płaskorzeźbioną podobizną Josepha von Eichendorffa.
Przy ul. Eichendorffa znajduje się neogotycki kościół parafialny pw. Narodzenia NMP wybudowany w roku 1902 na miejscu poprzedniego, drewnianego kościoła z 1679 roku. Nieopodal stoi kaplica cmentarna z początku XX wieku.
Na rozwidleniu ul. Łąkowej i Wolności stoi kamienny krzyż z początku XX wieku. Przy ul. Wolności (nr 11) znajduje się kapliczka św. Jana Nepomucena z początku XX wieku.
W starej szkole powstała izba pamięci poświęcona miejscowemu poecie Eichendorffowi. Izba skupia wszelkie pamiątki dotyczące jego osoby, m.in. dokumenty rodzinne, listy, wizerunki poety czy różnojęzyczne wydania jego dzieł. Przedmiotem wystawy są również rysunki i akwarele Łubowic oraz ich okolicy, jak również zabytkowe meble i inne przedmioty z zamierzchłej epoki.
| Nr ewidencyjny | Obiekt                                                          | Forma ochrony                      | Adres            |
| -------------- | --------------------------------------------------------------- | ---------------------------------- | ---------------- |
| B/Op-169/59    | kapliczka św. Nepomucena, pocz. XX w.                           | wpis do woj. rej. zabytków         | ul. Wolności 11  |
| 1              | kościół parafialny pw. Narodzenia NMP wraz z otoczeniem, XIX w. | wpis do gminnej ewidencji zabytków | ul. Eichendorffa |
| 5              | układ pałacowo-parkowy z pałacem, z drugiej poł, XIX w.         | wpis do gminnej ewidencji zabytków | ul. Zamkowa      |
|                | cmentarz nieczynny                                              | wpis do gminnej ewidencji zabytków | ul. Wolności     |

We wsi znajdują się dwa stanowiska archeologiczne wpisane do wojewódzkiego rejestru zabytków (A-281/70 i Op-281/70). Odkryto tutaj grodzisko z kultury łużyckiej, cmentarzysko przeworskie oraz osadę wczesnośredniowieczną. Oprócz tego znajduje się tutaj stanowisko niewpisane do rejestru, gdzie odkryto cmentarzysko oraz ślady z pradziejów, epoki brązu, kultury łużyckiej i czasów rzymskich.

## Osoby pochodzące z Łubowic
- Joseph von Eichendorff (1788-1837) – urodzony w łubowickim zamku znany niemiecki poeta, który spędził we wsi swoje dzieciństwo[6].
- Franz Henke (ur. 1797 Łubowice - zm. 1891 Wodzisław Śląski) – nauczyciel, kronikarz.

## Osoby związane z Łubowicami
- Karl Gratza (1820-1876) – niemiecki duchowny katolicki, administrator parafii Łubowice (1847-1853), poseł do Reichstagu (1875-1876)